# Hildebrandtiella pentagona
Hildebrandtiella pentagona là một loài rêu trong họ Pterobryaceae. Loài này được (Hampe & Lorentz) Paris mô tả khoa học đầu tiên năm 1900.